# Fosa séptica

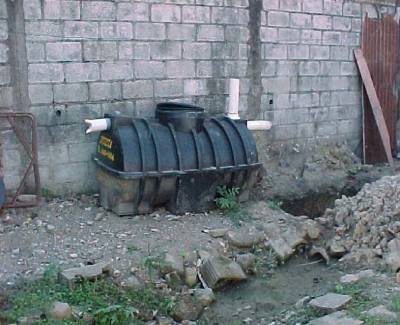
Fosa séptica prefabricada

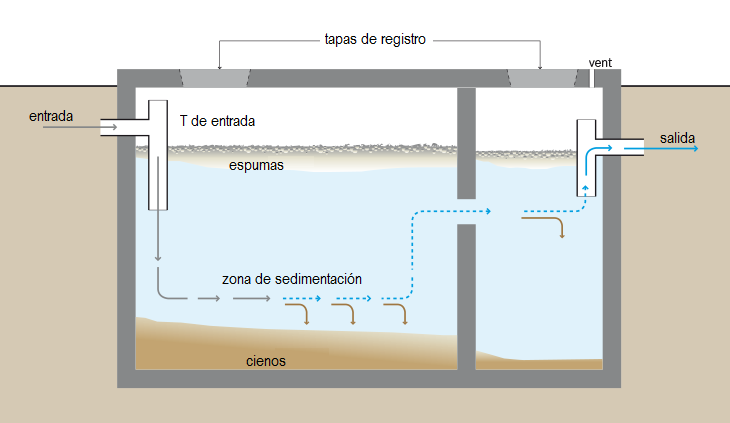
Esquema de funcionamiento de una fosa séptica

Las aguas residuales que no vayan a un sistema de recogida urbano, con alcantarillado y posterior tratamiento municipal, es decir, edificios situados en zonas alejadas de los núcleos urbanos, deben ser tratadas en una fosa para que, con el menor flujo del agua, la parte sólida se pueda depositar (cienos), liberando la parte líquida. Una vez hecho eso, determinadas bacterias, aerobias y anaerobias, actúan sobre la materia orgánica de las aguas residuales descomponiéndola en sus componentes inorgánicos (materia inerte), y convirtiendo parte de los sólidos en materia soluble en el agua. Esta descomposición es importante, pues reduce la cantidad de materia orgánica, y en cerca del 40 % la demanda biológica de oxígeno que se precisa para este menester, y así el agua puede devolverse a la naturaleza con menor perjuicio para ella.
La parte sólida restante debe ser retirada cada cierto tiempo (cada uno o dos años, o más dependiendo del tamaño de la fosa, del número de usuarios que la utilizan y del uso del edificio, habitación permanente u ocasional, como casas de fin de semana y vacaciones) y transportada a un lugar donde pueda ser tratada totalmente.
No hay que confundir este artefacto con el pozo negro, antiguo sistema de recogida de aguas residuales, muy imperfecto puesto que se limita a almacenar los residuos, y que actualmente está prohibido en muchos países, por su deficiente tratamiento.

## Construcción de la fosa
Las fosas pequeñas pueden tener una sola cámara pero, en general, es preferible que tengan dos. Los sólidos contenidos en las aguas vertidas irán al fondo (cienos) y en la superficie flotarán grasas y espumas. Las aguas usadas llegan a la fosa mediante una pieza en T, de modo que la entrada quede a nivel superior del contenido de la fosa, pero que las aguas entren por debajo de la superficie, para evitar movimientos de las espumas. La tubería de entrada (el ramal superior de la T) debe servir también para ventilar la fosa, puesto que en la digestión de la materia orgánica se producen gases (principalmente dióxido y monóxido de carbono y metano) que deben evacuarse. La ventilación se hará a través del sistema de saneamiento, que debe tener un conducto vertical que salga por encima de la cumbrera de la casa (sistema de ventilación que es obligatorio en el saneamiento de todo tipo de edificios en las normativas de ciertos países, como España). A veces el orden es el contrario: la primera cámara sin ventilación y la segunda ventilada, que es un orden más lógico de funcionamiento, pero complica la construcción: es más difícil hacer estanca la primera cámara por la ventilación obligatoria del sistema de saneamiento y es más difícil sacar de la segunda un conducto de ventilación a un lugar donde no produzca olores incómodos.

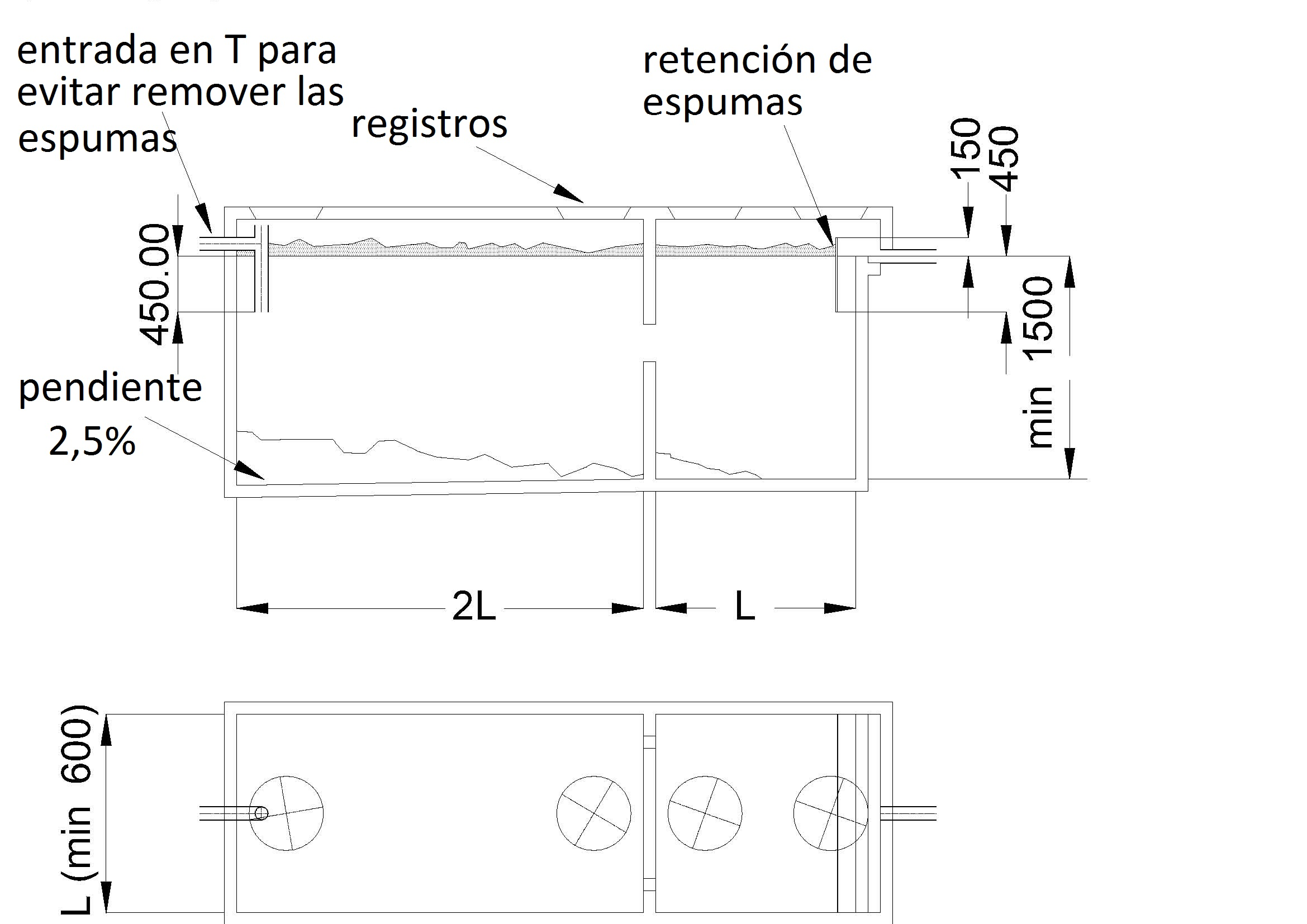
Construcción típica de una fosa séptica de 2 cámaras

Sea cual sea el tamaño de la fosa, debe tener como mínimo 1 metro de profundidad, para separar adecuadamente cienos y espumas. Sumado a la zona libre superior, lleva a unas profundidades mínimas de 1,20-1,50 m.
Cuando tenga dos cámaras, la primera debe tener un volumen más o menos del doble que la segunda y la unión entre ambas se hará entre dos aguas, para que no pasen de una cámara a otra cienos y espumas. Ambas cámaras deben tener bocas de registro para poder retirar los cienos periódicamente.
En la primera cámara se hace una digestión aerobia de la materia orgánica, y por eso debe estar ventilada, mientras que en la segunda se hace anaerobia, formando un ambiente más adecuado para las bacterias. La salida de esta segunda cámara debe tener también un dispositivo (otra T) que impida la salida de las espumas.
El efluente no se debe verter directamente a cauce pues, normalmente, la digestión no ha terminado; debe haber un sistema de filtración, que dependerá del tipo de terreno, mediante zanjas con tuberías porosas (drenes) sobre lecho de arena o un pozo, relleno de arena y de paredes también porosas, que retengan todavía el efluente y lo filtren hacia el terreno poco a poco, antes de llegar a una capa freática o a un cauce.

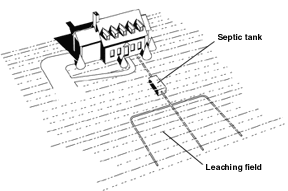
Fosa y drenes

Las fosas pueden construirse in situ o encontrarlas ya prefabricadas. La fosa prefabricada de menor tamaño tiene una capacidad de aproximadamente 1000 litros, midiendo 1,1×1,1 m (longitud×diámetro). Para volúmenes mayores es recomendable que la longitud sea superior al doble del diámetro.
El vaciado de los lodos debe hacerse cada año o cada dos años. Se hace normalmente mediante un camión cisterna que con una bomba extrae los lodos. Normalmente no es necesario entrar en la fosa, pero si se hiciera, debe tenerse en cuenta que tras la fermentación del residuo, el ambiente de una fosa contiene gases orgánicos (principalmente metano, monóxido y dióxido de carbono —el dióxido de carbono es, además, más denso que el aire, luego se queda en el fondo—) y con un gran defecto de oxígeno. Por tal razón, no se debe entrar en ellas sin antes dejarlas ventilar; debiendo usarse además medios auxiliares de respiración (máscaras de oxígeno autónomas, o bombas de aireación), como exige la reglamentación de Prevención de Riesgos Laborales.
El tratamiento de los residuos en la fosa llega como mucho a un 30-40 % de la materia orgánica, por lo que debe terminarse mediante los dispositivos de drenaje (drenes, pozo) en el propio suelo, el cual debe ser permeable, pero no excesivamente para evitar que el efluente llegue demasiado deprisa a las capas freáticas. Cuando el nivel freático es somero, hay que recurrir a procedimientos específicos, como pozos de arena o incluso filtros bacterianos, lo que lo convertiría en una minidepuradora.
La extensión del campo de drenes será directamente proporcional a los efluentes que reciba e inversamente proporcional a la permeabilidad del terreno, que habrá que medir antes de instalar los drenes, y en su caso corregir, con lechos de arena, por ejemplo.

## Dimensiones de las fosas sépticas
La normativa española no proporciona un método de cálculo para las fosas sépticas, por lo que se dan métodos de otros países, que varían de unos a otros. Lo más normal es determinar el volumen de la fosa en función del número de usuarios. A veces se prefiere basarse en la superficie de la vivienda (o viviendas), porque puede cambiar de propietarios.
Para el caso español puede aplicarse la tabla que viene en el Código Técnico que da un número de usuarios probable en función del número de dormitorios:
| Número de dormitorios | 1   | 2 | 3 | 4 | 5 | 6 | más de 6 |
| --------------------- | --- | - | - | - | - | - | -------- |
| usuarios              | 1,5 | 3 | 4 | 5 | 6 | 6 | 7        |

Para el cálculo, en España, del caudal diario por persona pueden tomarse 160 L/día si todas las aguas van a la fosa y 70 L/día si solamente vierten a la fosa las aguas fecales.
Cualquiera de los sistemas de cálculo da un volumen mínimo, pero como se ha dicho, cuanto mayor sea el volumen de almacenamiento de la fosa, mayor será el tiempo de retención. En general los métodos que siguen dan un volumen para de un día de retención, pero el ideal está entre 5 y 10 días.
Nota: En lo que sigue V es el volumen útil de la fosa en litros y P el número potencial de usuarios.

### Método británico
V = 190 × P + 2000

### Método francés
En Francia se calcula el volumen en función del número de habitaciones principales (sin contar aseos, ni cocinas, ni trasteros o semejantes), tomando V = 3 m3 hasta 5 habitaciones y 1 m3 más por cada habitación suplementaria.
Para las industrias se toman cada 5 obreros como una habitación principal.

### Dimensionación por tablas
Los profesionales suelen preferir el uso de tablas empíricas a los cálculos. La tabla que sigue se ha obtenido de un catálogo comercial francés.
|                                                                       | 3 m3 | 4 m3 | 5 m3 | 6 m3 | 8 m3 | 10 m3 | 12 m3 | 15 m3 |
| --------------------------------------------------------------------- | ---- | ---- | ---- | ---- | ---- | ----- | ----- | ----- |
| Viviendas (número de habitaciones principales)                        | 5    | 6    | 7    | 9    | .    | .     | .     | .     |
| Campin, hotel, escuela con internado (número de usuarios)             | 6    | 10   | 15   | 20   | 30   | 40    | 45    | 60    |
| Fábrica, obra, polideportivo, escuelas con ½ pensión                  | 12   | 20   | 30   | 40   | 60   | 80    | 90    | 120   |
| Escuela sin internado, salas de fiestas, grandes almacenes, oficinas. | 18   | 30   | 45   | 60   | 90   | 120   | 135   | 180   |

### Método preconizado por el Banco Mundial
El volumen debe ser igual a tres veces la capacidad diaria multiplicada por el tiempo de retención. El tiempo de retención R es variable y, como mínimo, de un día.
Se toma Q como volumen de aguas usadas por día y por persona, estimado entre 60 L y 200 L según el país.
De ahí, se obtiene la fórmula:
V = 3 × P × R × Q

### Método canadiense
Es un cálculo progresivo en función del caudal.
Para un caudal C = P × Q, comprendido entre 1900 y 5700 L por día
V = 1500 × C
Para un caudal comprendido entre 5700 y 34 200 L por día
V = 4300 + 750 × C
En cualquiera de los dos fórmulas se calcula que el vaciado se hace anualmente; si la frecuencia de vaciado de la fosa es menor, debe añadirse un volumen para el almacenamiento de los cienos. Por ejemplo, si se vacía cada dos años debe añadirse un volumen igual 0,3 × la superficie de la fosa.

## Previsiones de uso y normativa
El funcionamiento de una fosa es tanto más efectivo cuanto más tiempo permanezcan las aguas usadas en ella, por lo que deben hacerse del mayor tamaño posible.
Existe la posibilidad de acelerar el proceso de oxidación de la materia orgánica haciendo burbujear aire por las aguas contenidas en la primera cámara, mediante una bomba, para acelerar la digestión aerobia. Se emplea este artificio en instalaciones grandes, para varias viviendas agrupadas y aisladas de los sistemas de alcantarillado, formando ya una pequeña depuradora.
También deben tomarse otras previsiones para ayudar a este fin. Nunca se deben verter las aguas pluviales a la fosa, sino directamente al terreno, ya que son aguas limpias. Es una buena medida no llevar a la fosa más que las aguas fecales propiamente dichas (las procedentes de los inodoros) así como las que arrastren residuos orgánicos (cocina), y no las demás aguas domésticas (aguas jabonosas de baños y lavabos o de limpieza), que deben llevarse directamente a la zanja o pozo de filtrado, sin necesidad de tratarlas en la fosa, ya que no lleva materia orgánica.
Tampoco deben echarse por cualquiera de los conductos que llevan a la fosa cosas que no sean orgánicas (como pañales, compresas, etc.) que deberán tirarse a la basura corriente. También es conveniente tirar a la basura ciertos residuos sólidos, aunque sean orgánicos, como los posos del café, de la yerba mate o del té, restos sólidos de comida, etc., con lo que se facilita el trabajo de la depuración y disminuye el volumen de los cienos.
En ningún caso deben utilizarse productos químicos, como los que hay para evitar los olores o los que se anuncian contra los agentes patógenos, puesto que pueden atacar las bacterias que hacen la descomposición, inutilizando parcial o temporalmente el proceso de digestión de los residuos. También está desaconsejado, por la misma razón, el uso de lejía, que es otro desinfectante, para limpiar los aparatos sanitarios.
Es conveniente instalar un sistema separador de grasas a la salida de las aguas de la cocina y antes de la unión de ese conducto con el procedente de los inodoros (mejor cuanto más cerca esté de la vivienda, para evitar la colmatación de los conductos de desagüe) pues la fosa no trata adecuadamente estos productos, salvo que sea una fosa con burbujeo de oxígeno. El separador debe también vaciarse periódicamente.

### Directivas de protección del ambiente en la CE
De acuerdo con las directivas de protección del ambiente, estas soluciones están sometidas a reglamentación en el territorio de la CE. Las fosas sépticas deben ser revisadas y vaciadas con cierta periodicidad (dependiendo de sus características, localización y diseño). Este proceso debe ser realizado por compañías especializadas (poceros), dotadas de las oportunas certificaciones y autorizaciones. Los residuos obtenidos han de procesarse en instalaciones adecuadas y específicas (como secadoras de lodos y depuradoras), y los residuos finales deben eliminarse de una forma regulada por los organismos oficiales competentes. Actualmente existen depósitos adecuadamente acondicionados; pero esta solución no es permanente, y puede resultar modificada por nuevas ordenanzas municipales, autonómicas o estatales.